# Jan Chełmiński

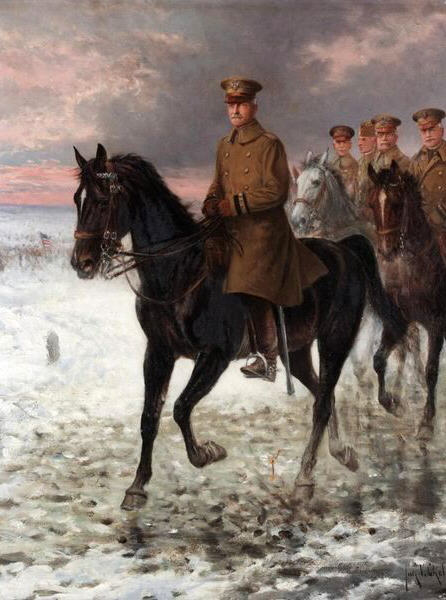
General Pershing (tác giả: Jan Chełmiński)

Jan Chełmiński (tên khai sinh: Jan Władysław Chełmiński, sinh năm 1851 – mất năm 1925), còn gọi là Jan van Chelminski, là một họa sĩ người Ba Lan.

## Tiểu sử
Chełmiński bắt đầu học tại Học viện Mỹ thuật Munich vào ngày 14 tháng 4 năm 1875. Sau đó, ông làm việc trên khắp châu Âu. Kể từ năm 1895, ông sống ở New York. Nghệ sĩ được biết đến với các bức tranh về lịch sử, đặc biệt là những bức tranh có liên quan đến lịch sử quân sự và các cuộc chiến tranh của Napoléon.